# 12870 Rolandmeier
12870 Rolandmeier (1998 MK37) là một tiểu hành tinh vành đai chính.